# SA-2 (Apollo)
SA-2 war der zweite Testflug der ersten Stufe einer Saturn I mit Dummys der zweiten Stufe und der Nutzlast. Während dieser Mission wurde das Projekt Highwater durchgeführt.

## Ziele
Aufgrund der Größe und Kraft der Saturn-Raketenfamilie beschloss die NASA, für jeden einzelnen Teil der Rakete einen Testflug durchzuführen. Die zweite Stufe war mit Wasser gefüllt, um das Startgewicht zu simulieren. An der Stelle der Nutzlast befand sich eine Jupiter-Raketenspitze. Die Funktionsfähigkeit der ersten Stufe zu testen, war ein Ziel dieser Mission. Außerdem war dies der erste von zwei Flügen des Projekts Highwater. Bei diesem wurden Sprengladungen an der Rakete montiert. Sie sollten die Rakete in einer Höhe von 105 km zur Explosion bringen und das in den Ballaststufen enthaltene Wasser freisetzen.

## Vorbereitungen
Die Rakete wurde auf dem Seeweg angeliefert und innerhalb von zwei Monaten montiert. 

## Flugverlauf

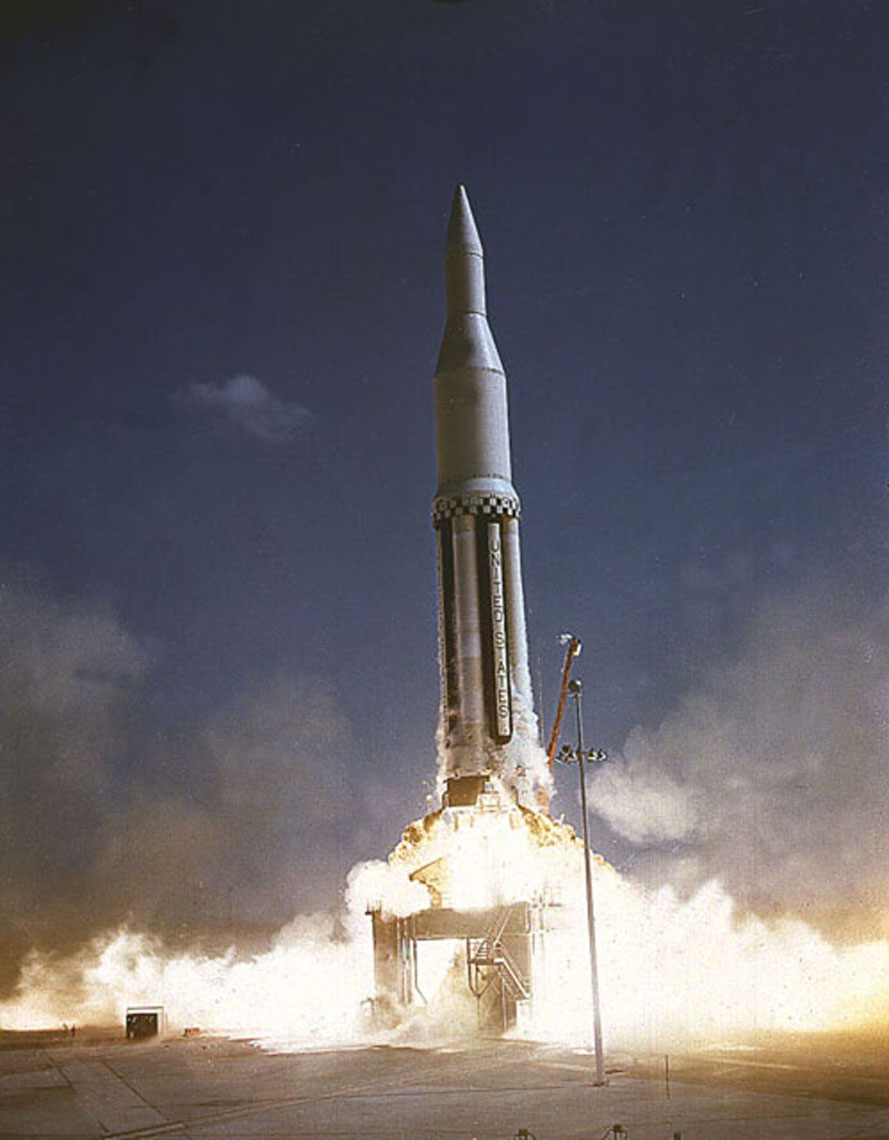
Start der SA-2-Mission

Nach einem problemlosen Countdown startete die zu 83 % betankte Rakete am 25. April 1962 um 14:00:34 UTC. Nach einem fehlerfreien, knapp zweiminütigem Flug erreichte sie eine Höhe von 105 km und wurde planmäßig zur Detonation gebracht. Fünf Sekunden später wurde vom Startplatz aus die Bildung einer Wolke gesichtet, die auf 160 km Höhe stieg.
Der Flug verlief planmäßig und ohne weitere Zwischenfälle. Für den nächsten Flug sollte die Rakete mit voller Betankung getestet werden. Außerdem sollte Projekt Highwater erneut fliegen.